# Jan Welte
Jan Welte (2005) es un deportista alemán que compite en ciclismo en la modalidad de trials. Ganó dos medallas de bronce en el Campeonato Mundial de Trials, en los años 2021 y 2022, ambas en la prueba de equipo mixto.

## Palmarés internacional
| Campeonato Mundial | Campeonato Mundial | Campeonato Mundial | Campeonato Mundial |
| Año                | Lugar              | Medalla            | Competición        |
| ------------------ | ------------------ | ------------------ | ------------------ |
| 2021               | Vic ( España)      | Medalla de bronce  | Equipo mixto       |
| 2022               | Abu Dabi ( EAU)    | Medalla de bronce  | Equipo mixto       |